# 2019 w sztukach plastycznych
Wydarzenia w sztukach plastycznych i wizualnych w 2019 roku.

## Wydarzenia
- 15 stycznia kolekcja  Muzeum Narodowego w Warszawie powiększyła się o spuściznę Augusta Zamoyskiego[1]
- Wystawa Mariny Abramović DO CZYSTA w CSW Znaki Czasu w Toruniu[2]
- Teresa Margolles brała udział w Biennale w Wenecji; jej prace były prezentowane w Pawilonie Meksykańskim[3]

## Sztuka konceptualna
- Maurizio Cattelan

Comedian – banan przyklejony taśmą klejącą

## Nagrody
- Nagroda im. Jana Cybisa – Wilhelm Sasnal odmówił przyjęcia nagrody[5]
- Grand Prix Bielskiej Jesieni - Karol Palczak

## Zmarli
- 17 kwietnia – Ryszard Kaja (ur. 1962), polski plakacista, grafik
- 10 września - Jan Herma (ur. 1935), polski rzeźbiarz i pedagog